# Costifrons testaceus
Costifrons testaceus är en stekelart som först beskrevs av Morley 1916.  Costifrons testaceus ingår i släktet Costifrons och familjen brokparasitsteklar. Inga underarter finns listade i Catalogue of Life.